# Asteroids
Asteroids is een arcadespel dat in november 1979 werd uitgebracht door Atari en werd ontworpen door Lyle Rains en Ed Logg.
In het spel bestuurt de speler een ruimteschip in een asteroïdengordel die zo nu en dan wordt doorkruist door vliegende schotels. Het doel van het spel is om asteroïden en schotels neer te schieten zonder door deze geraakt te worden of door de schotels te worden neergeschoten. Het spel wordt steeds moeilijker naarmate het aantal asteroïden toeneemt.

## Trivia
- Het spel is opgenomen in het boek 1001 Video Games You Must Play Before You Die van Tony Mott.

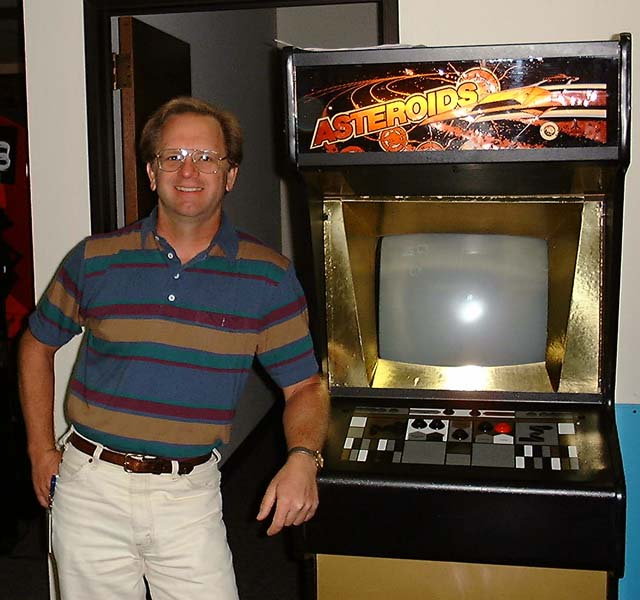
Asteroidsontwerper Ed Logg naast een oorspronkelijke Asteroids-spelkast in 1999